# Pierre Finaly
Pour les articles homonymes, voir Finaly.
Pierre Auguste Finaly né le 7 août 1889 dans le 16e arrondissement de Paris et mort le 4 avril 1937 à Asnières, est un acteur français.

## Biographie
Né dans une famille juive hongroise, Pierre Finaly est un cousin issu de germain du banquier Horace Finaly.
Mort à l'âge de 47 ans, Pierre Finaly était marié depuis juillet 1916 à Thérèse Schwab.
Il est inhumé au cimetière ancien d'Asnières-sur-Seine.

## Filmographie
- 1920 : Le Penseur de Léon Poirier (1,770 m) - Georges Berteau
- 1922 : Margot de Guy du Fresnay (1,900 m)
- 1923 : La Dame de Monsoreau de René Le Somptier (7,265 m, en 6 époques) - Le duc de Mayenne
- 1926 : La Grande Amie de Max de Rieux (3,200 m) - Victor Hamster
- 1927 : La Cousine Bette de Max de Rieux (4,000 m) - Nucingen
- 1929 : La Dame de bronze et le monsieur de cristal de Marcel Manchez (1,700 m)
- 1931 : Le Cœur de Paris de Jean Benoît-Lévy et Marie Epstein - M. Wood-Trafinsky
- 1931 : Paris Béguin d'Augusto Genina - Le producteur
- 1931 : Le Cheval du cinquième de Robert Rips - court métrage -
- 1932 : Paris-Méditerranée de Joe May - L'aubergiste
- 1932 : Pas de femmes de Mario Bonnard - Bronck
- 1932 : Maurin des Maures d'André Hugon - Labarterie
- 1932 : Le Billet de logement de Charles-Félix Tavano - Dingois
- 1932 : Quick de Robert Siodmak - Henckel
- 1932 : Un beau mariage de Charles-Félix Tavano - court métrage -
- 1932 : On demande de jolies femmes de Jaquelux - court métrage -
- 1932 : Par habitude de Maurice Cammage - court métrage - Joseph
- 1932 : Quand tu nous tiens, amour de Maurice Cammage - court métrage -
- 1932 : La Terreur de la pampa de Maurice Cammage - court métrage - Le shérif
- 1933 : Nu comme un ver de Léon Mathot
- 1933 : Une nuit de folies de Maurice Cammage (Le juge d'instruction
- 1933 : Le Grillon du foyer de Robert Boudrioz - Le père de Dot
- 1933 : Professeur Cupidon de Robert Beaudoin et André Chemel - Le directeur
- 1933 : Je suis un as de Joseph Tzipine - court métrage -
- 1934 : Antonia, romance hongroise de Max Neufeld et Jean Boyer - Le directeur du théâtre
- 1934 : Étoile filante de Jean-Louis Bouquet - court métrage -
- 1934 : L'Or dans la rue de Curtis Bernhardt - Achille
- 1934 : Les Hommes de la côte d'André Pellenc
- 1934 : Jeanne de Georges Marret - M. Gageret
- 1934 : La Caserne en folie de Maurice Cammage - Le capitaine
- 1934 : Le Billet de mille de Marc Didier
- 1934 : Poliche d'Abel Gance
- 1934 : Le Bonheur de Marcel L'Herbier - Le directeur de l'écho du monde
- 1935 : La Marche nuptiale de Mario Bonnard - L'éditeur
- 1935 : American bar d'Andrew F. Brunelle - court métrage -
- 1935 : Paris Camargue de Jack Forrester
- 1935 : La Tendre Ennemie de Max Ophüls - L'oncle Émile
- 1935 : Lucrèce Borgia d'Abel Gance
- 1935 : J'aime toutes les femmes de Carl Lamac et Henri Decoin - Le prestidigitateur
- 1935 : Les Époux scandaleux de Georges Lacombe - M. Desbois
- 1935 : La Vie de château de Serge Arola - court métrage - M. Radigois
- 1936 : Titres exceptionnels d'Hubert de Rouvres - court métrage -
- 1936 : Transigeons d'Hubert de Rouvres - court métrage -
- 1936 : La Brigade en jupons de Jean de Limur
- 1936 : La Reine des resquilleuses de Max Glass et Marco de Gastyne
- 1936 : Le Coupable de Raymond Bernard - Le ministre
- 1936 : Les Gaietés du palace de Walter Kapps
- 1936 : L'Île des veuves de Claude Heymann
- 1936 : Blanchette de Pierre Caron
- 1936 : Les Jumeaux de Brighton de Claude Heymann - L'avocat
- 1936 : L'Argent de Pierre Billon - Busch
- 1936 : Le Disque 413 de Richard Pottier
- 1936 : Les Loups entre eux de Léon Mathot - Le juge d'instruction
- 1937 : La Maison d'en face de Christian-Jaque
- 1937 : La Bataille silencieuse de Pierre Billon - Le directeur de la Sûreté
- 1937 : La Dame de pique de Fédor Ozep - Le chef du relais
- 1937 : La Danseuse rouge de Jean-Paul Paulin
- 1937 : Police mondaine de Michel Bernheim et Christian Chamborant

## Théâtre
- 1913 : Rachel de Gustave Grillet, Théâtre de l'Odéon
- 1914 : Le Bourgeois aux champs d'Eugène Brieux, Théâtre de l'Odéon
- 1921 : La Couronne de carton de Jean Sarment, Théâtre de Paris
- 1929 : La Rolls Royce de Mario Duliani et Jean Refroigney, mise en scène Harry Baur, théâtre des Mathurins
- 1930 : Browning de Mario Duliani et Jean Refroigney, mise en scène Charles Dechamps, théâtre des Mathurins